# Раневська Фаїна Георгіївна
Фаї́на Григорівна (Гео́ргіївна) Ране́вська (при народженні Ф́ані Гі́ршівна Фе́льдман; 15 (27) серпня 1896, Таганрог — 19 липня 1984, Москва) — радянська акторка театру та кіно єврейського походження. Лауреатка трьох Сталінських премій (1949, 1951, 1951). Народна артистка СРСР (1961).

## Життєпис
У «Книзі для запису поєднання шлюбів між євреями на 1889 рік» Таганрозький рабин на прізвище Зельцер зареєстрував шлюб міщанина містечка Смиловичі Ігуменського повіту Мінської губернії Гірша Хаїмовича Фельдмана й лепельської міщанки Вітебської губернії Мільки Рафаїлівни Заговайлової. Це сталося 26 грудня 1889 року.
27 серпня 1896 року в родині Фельдманів народилася Фаїна. Крім неї, у родині вже було два старші сини і дочка Ізабелла. В юності Фаїна дуже заздрила красі своєї сестри і у майбутньому всіх красивих дівчат називала «фіфами».
Закінчила Таганрозьку Маріїнську жіночу гімназію. Захоплювалася театром із 14 років. Закінчивши гімназію, відвідувала заняття у приватній театральній студії А. Ягелло (А. Н. Говберга). У 1915 році поїхала до Москви. Раневська жила у маленькій кімнатці на Великій Нікітській. Саме у ці роки вона знайомиться із Мариною Цвєтаєвою, Осипом Мандельштамом, Володимиром Маяковським, відбувається її перша зустріч із Василем Качаловим, в якого вона закохується.
Закінчивши приватну театральну школу, грала у багатьох театрах, починаючи із провінційних — Підмосков'я, Крим, Ростов-на-Дону, Баку, Архангельськ, Смоленськ та інші, а потім у московських, включаючи Камерний театр, Центральний академічний театр Російської армії, Театр драми (нині театр імені Маяковського), театрі імені А. С. Пушкіна, театрі імені Моссовета. Її вчителькою була Павла Вульф.
Дебютувала у кіно у 1934 у фільмі Михайла Ромма «Пампушка». Брала участь в озвучуванні мультфільмів (зокрема, роль Фрекен Бок у мультфільмі «Карлсон повернувся»).
Заслужена артистка РРФСР (1937). Народна артистка РРФСР (1947). Кавалер Ордена Леніна (1976).
Фаїна Раневська померла 19 липня 1984 р. Похована на Новому Донському кладовищі у Москві разом із сестрою Ізабеллою.

## Пам'ять

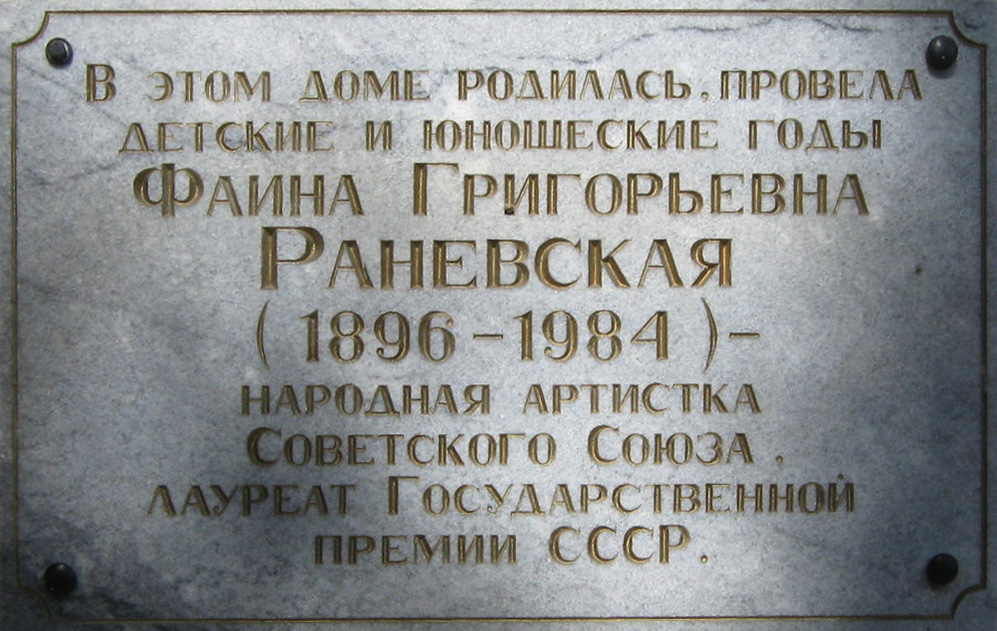
меморіальна дошка

Образ акторки виведений в серіалі «Зірка епохи», де її зіграла Тетяна Васильєва.
На будинку, де вона народилась і провела дитячі роки в Таганрозі, встановлено меморіальну дошку, а біля її будинку — пам'ятник. Також на її честь названо астероїд.

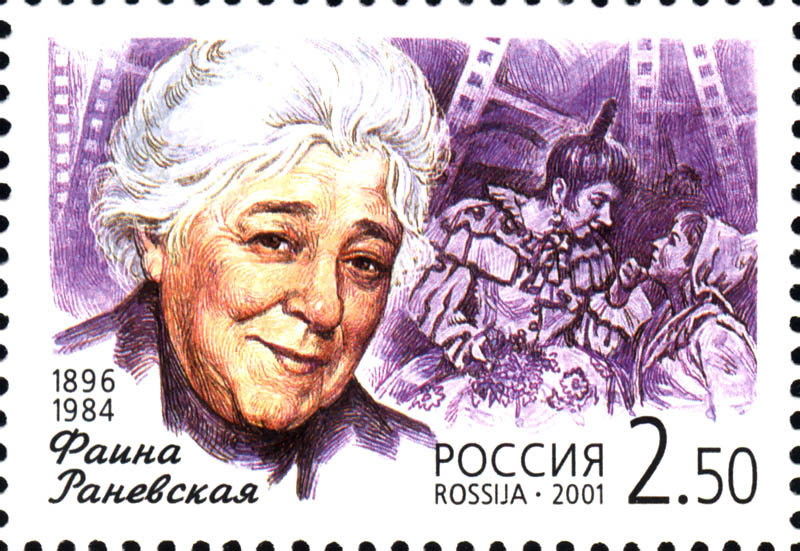

## Фільмографія
1. 1934 — «Пампушка» — пані Луазо
2. 1937 — Дума про козака Голоту — попадя
3. 1939 — Помилка інженера Кочина — Іда, жінка кравця
4. 1939 — Підкидьок — Ляля
5. 1939 — Людина у футлярі — жінка інспектора гімназії
6. 1940 — Кохана дівчина — тітка Добрякова
7. 1941 — Мрія — Роза Скороход
8. 1941 — Як посварився Іван Іванович з Іваном Никифоровичем — Горпина
9. 1942 — Олександр Пархоменко — таперка
10. 1943 — Нові пригоди Швейка («Солдатська казка») — тітонька Адель
11. 1943 — Рідні береги (новела «Три гвардійці») — директор музею
12. 1944 — Весілля — мати нареченої
13. 1945 — Небесний тихохід — професор медицини
14. 1945 — Слон і мотузочок — бабуся
15. 1947 — Весна — Маргарита Львівна
16. 1947 — Попелюшка — мачуха
17. 1947 — Рядовий Олександр Матросов — лікар
18. 1949 — Зустріч на Ельбі — місіс Мак-Дермот
19. 1949 — У них є Батьківщина — фрау Вурст
20. 1958 — Дівчина з гітарою — Свіристинська
21. 1960 — Обережно, бабусю! — бабуся
22. 1960 — Драма — Мурашкіна
23. 1963 — Так і буде
24. 1964 — Легке життя — «королева Марго»
25. 1964 — Фитиль № 25 — ворожка в сюжеті «Карти не брешуть»
26. 1964 — Фитиль № 33 — громадянка Піскунова в сюжеті «Не поїду»
27. 1965 — Сьогодні — новий атракціон — директор цирку
28. 1965 — Перший відвідувач — эпізодична роль старої дами
29. 1980 — Далі — тиша...
30. 1980 — Комедія давно минулих днів

### Озвучування мультфільмів
1. 1943 — Казка про царя Салтана
2. 1970 — Карлсон повернувся — фрекен Бок